# Маранело
Маранело (итал. Maranello) је насеље у Италији у округу Модена, региону Емилија-Ромања.
Према процени из 2011. у насељу је живело 9228 становника. Насеље се налази на надморској висини од 129 м.

## Становништво
Према резултатима пописа становништва 2011. у општини је живело 16.622 становника.
| 1931. | 1936. | 1951. | 1961. | 1971. | 1981.  | 1991.  | 2001.  | 2011.  |
| ----- | ----- | ----- | ----- | ----- | ------ | ------ | ------ | ------ |
| 6.202 | 6.003 | 6.606 | 6.468 | 8.965 | 12.832 | 14.574 | 15.912 | 16.622 |

## Партнерски градови
- Овиједо